# پاناگیوتیس مانتیس
پاناگیوتیس مانتیس (انگلیسی: Panagiotis Mantis؛ زادهٔ ۳۰ سپتامبر ۱۹۸۱) قایقران قایق بادبانی اهل یونان است.